# Academia Europeia das Ciências
A Academia Europeia de Ciências (EurASc) (em latim: Academia Scientiarum Europaea) é uma organização internacional sem fins lucrativos, com o objectivo de promover a excelência em ciência e tecnologia. com sede em Bruxelas, na Bélgica, tem cerca de 580 membros, incluindo 65 Prêmio Nobel e Medalha Fields vencedores,[carece de fontes?]

a partir de 47 países. Foi criada em 17 de dezembro de 2003.
Desde 2004, a academia tem publicado anuais multidisciplinares, boletins para a ciência e a tecnologia, e, desde 2009, vários livros.

## Divisões
A academia tem nove divisões:
- Química
- Computacional e Ciências da Informação
- Ciências da Terra e do Ambiente
- Engenharia
- Ciência Dos Materiais
- Matemática
- Medicina e Ciências da Vida
- Física
- Ciências Sociais

## Prémios

### Prémio Leonardo da Vinci
O Prémio Leonardo da Vinci foi criado em 2009, para premiar os feitos notáveis de carreira. É atribuído anualmente.

#### Premiados
- 2009: Rita Levi-Montalcini
- 2010: Jacques Friedel
- 2011: James D. Murray
- 2013: Michael Grätzel
- 2015: Jean Jouzel
- 2017: Vincenzo Balzani

### Medalhas Blaise Pascal

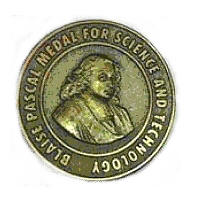
A Medalha Blaise Pascal

A Medalha Blaise Pascal foi criada em 2003 para reconhecer uma excelente contribuição pessoal para a ciência e tecnologia e a promoção da excelência na pesquisa e no ensino. Até seis medalhas podem ser concedidas em qualquer período de um ano.

## Simpósios
A academia organiza anualmente uma cerimónia de premiação de cientistas para suas obras em diferentes campos da ciência. A cerimónia, organizada por uma universidade europeia, é, geralmente realizada juntamente com um simpósio de um dia ("O Futuro da Ciência no Século 21"), incidindo sobre um assunto de interesse geral.
A sua primeira assembleia geral e cerimónia de premiação foi organizada em Bruxelas e, desde 2009, e anualmente em outro país:
- 2009: Università di Bologna, Itália;
- 2010: Academia de Atenas, na Grécia;
- 2011: Università di Milano, Itália;
- 2012: Université de Liège, Bélgica;
- 2013: L. C. C de Toulouse, França;
- 2014: Casa do Infante, Porto, Portugal;
- 2015: Le Quartz Centre de Congrès, em Brest, França;
- 2016: Palais des Académies em Bruxelas, na Bélgica
- 2017: Academia das Ciências de Lisboa, Lisboa, Portugal.

Desde 2012, a academia também tem organizado um simpósio anual chamado "O Futuro das Ciências no Século 21".